# Šintava
Šintava es un municipio del distrito de Galanta en la región de Trnava, Eslovaquia, con una población estimada a final del año 2024 de 1712 habitantes.
Se encuentra ubicado en el centro-sur de la región, en la depresión danubiana y cerca del río Váh (cuenca hidrográfica del Danubio) y de la región de Bratislava.

## Demografía
| Año        | 1994 | 2004    | 2014    | 2024    |
| ---------- | ---- | ------- | ------- | ------- |
| Población  | 1608 | 1719    | 1750    | 1712    |
| Diferencia |      | +6,90 % | +1,80 % | −2,17 % |

| Año        | 2023 | 2024    |
| ---------- | ---- | ------- |
| Población  | 1717 | 1712    |
| Diferencia |      | −0,29 % |